# Ucho Prezesa

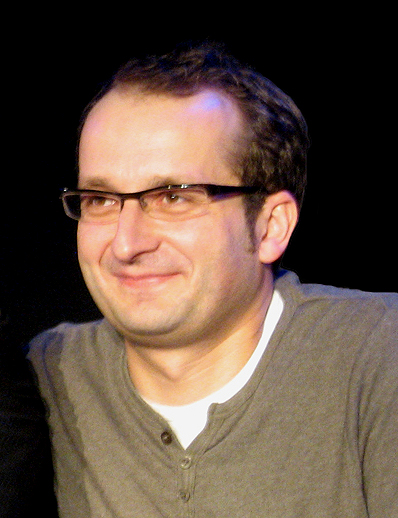
Robert Górski, odtwórca roli prezesa

Ucho Prezesa – polski serial komediowo-polityczny, emitowany od 9 stycznia 2017 do 7 czerwca 2018 w serwisie YouTube, od 15 lutego 2017 do 31 stycznia 2019 również na platformie Showmax, a od 21 stycznia 2018 do 17 lutego 2019 w telewizji WP. Od 16 września 2019 produkcja jest wielokrotnie powtarzana na antenie kanału Comedy Central, który w grudniu 2019 uzyskał wyłączność do emisji serialu i udostępniania go podmiotom zewnętrznym. Na mocy umowy z Cyfrowym Polsatem wszystkie 4 sezony serialu stacja udostępniła też w serwisie Ipla, w którym brak najnowszych epizodów nagranych zimą 2019, związanych z noworocznym orędziem Prezesa.
Serial opowiada o prezesie partii rządzącej Prawo i Sprawiedliwość i jego otoczeniu we współczesnej Polsce. Został stworzony przez Roberta Górskiego, lidera Kabaretu Moralnego Niepokoju.

## Fabuła
Fabuła poszczególnych odcinków była niezależna od siebie (z wyjątkiem odcinków 26 i 27 oraz 41 i 42).
Akcja serialu rozgrywa się głównie w gabinecie prezesa partii rządzącej, przy ulicy Nowogrodzkiej w Warszawie, gdzie gości on polityków obozu rządowego, by wydawać im polecenia lub słuchać sprawozdań z podejmowanych działań. Fabuła nawiązywała do bieżącej sytuacji politycznej w Polsce pod rządami partii Prawo i Sprawiedliwość, jednak w odniesieniu do żadnej postaci nie padło nazwisko osoby, na której była ona wzorowana (wyjątkiem był odcinek 11, w którym jeden z bohaterów przedstawia się jako Krzysztof Penderecki).

### Plenery
Serial jest nawiązaniem i kontynuacją serii scen kabaretowych pt. Posiedzenie rządu, w których Robert Górski i inni artyści kabaretowi wcielali się w członków rządów Platformy Obywatelskiej i Polskiego Stronnictwa Ludowego. Twórcy serialu poinformowali, że sytuacje wykorzystane w serialu nie będą przedstawiane w postaci skeczy kabaretowych.
Sceny z gabinetu prezesa i holu nagrywane były w studiu zaaranżowanym w kamienicy przy ul. Ogrodowej 39/41 w Warszawie, a z pałacu prezydenckiego i parlamentu w Teatrze Wielkim i Teatrze Narodowym (wyjątkiem jest odcinek 37, gdzie przemówienie Beaty nagrywane było za pomocą greenscreena) oraz na wolnym powietrzu.
Sceny z podróży Donalda nagrywane były m.in. na łączniku drogi ekspresowej S8 z DK7 oraz na łączniku DK7 z aleją Armii Ludowej przy moście Łazienkowskim w Warszawie, a z portu promu z zalewu na Wiśle w okolicach ul. Gwiaździstej i drogi E77 w Warszawie. Sceny z przejazdu kolumną rządową nagrane zostały w ciągu ulic Moilera–Senatorska–Wierzbowa–plac Piłsudskiego w Warszawie. Boisko z odcinka 38 zostało nagrane na podwarszawskim Stadionie Znicza Pruszków. W odcinku 39 za słupski pałac ślubów posłużył dziedziniec i wnętrza Pałacu Prymasowskiego w Warszawie. W odcinku 42 część zdjęć zrealizowano na parkingu wielopoziomowym przy ul. Parkingowej w Warszawie i w sali „B” kina Wisła.
W czwartej serii serialu zminimalizowano wykorzystywanie plenerów, a większość sytuacji ponownie rozgrywała się w gabinecie prezesa.

## Obsada
| Aktor                            | Postać                                                                       | Odcinek                                       | Pierwowzór                |
| -------------------------------- | ---------------------------------------------------------------------------- | --------------------------------------------- | ------------------------- |
| Robert Górski                    | prezes Jarosław                                                              | 1-32, 34-58 (czyli wszystkie oprócz 33.)      | Jarosław Kaczyński        |
| Robert Górski                    | pan Eryk, kandydat do roli prezesa                                           | 41                                            | brak pierwowzoru          |
| Robert Górski                    | Donald z Brukseli                                                            | 12, 14                                        | Donald Tusk               |
| Cezary Pazura                    | Donald z Brukseli                                                            | 31-42 (w 42. tylko głos)                      | Donald Tusk               |
| Rafał Żabiński                   | Donald z Brukseli                                                            | 42 (tylko sylwetka)                           | Donald Tusk               |
| Mikołaj Cieślak                  | Mariusz, minister obrony narodowej, były minister spraw wewnętrznych         | 1-32, 34-58 (czyli wszystkie oprócz 33.)      | Mariusz Błaszczak         |
| Mikołaj Cieślak                  | pomocnik prezesa w filmie „Tytan”                                            | 42                                            | brak pierwowzoru          |
| Izabela Dąbrowska                | pani Basia, sekretarka prezesa                                               | 1-21, 23-30, 35-38, 40, 43-58                 | Barbara Skrzypek          |
| Paweł Koślik                     | prezydent Andrzej (Adrian)                                                   | 3-16, 20, 25-28, 30, 31, 36, 38, 45-48, 50-55 | Andrzej Duda              |
| Michał Czernecki                 | Jacek, prezes publicznej telewizji                                           | 2, 5, 14, 19, 50                              | Jacek Kurski              |
| Robert Majewski                  | Krzysztof, prezes Rady Mediów Narodowych                                     | 2, 19                                         | Krzysztof Czabański       |
| Wojciech Kalarus                 | Antoni z komisji ds. Smoleńska, były minister obrony narodowej               | 3, 9, 18, 30, 31, 33                          | Antoni Macierewicz        |
| Grzegorz Ciągardlak              | Bartek (Misiek) od pana Antoniego, ten co go CBA obudziło i jest w areszcie. | 3, 9, 18, 31, 38                              | Bartłomiej Misiewicz      |
| Sebastian Stankiewicz            | Tomasz, syn pani Basi                                                        | 4, 10, 12, 15, 16, 20, 29                     | Marcin Skrzypek           |
| Sebastian Konrad                 | Mateusz, premier (wcześniej wicepremier, minister rozwoju)                   | 4, 25, 32, 35, 46, 52                         | Mateusz Morawiecki        |
| Katarzyna Żak                    | Jolanta ze Słupska                                                           | 5, 14, 27, 44                                 | Jolanta Szczypińska       |
| Agnieszka Wosińska               | Beata, rzecznik partii                                                       | 5, 14, 24                                     | Beata Mazurek             |
| Adam Krawczuk                    | Adam, analityk, specjalista ds. PR-u                                         | 5, 16, 24                                     | Adam Bielan               |
| Adam Krawczuk                    | Mussolini (we śnie prezesa)                                                  | 14                                            | Benito Mussolini          |
| Magdalena Smalara                | Anna, minister edukacji                                                      | 6                                             | Anna Zalewska             |
| Weronika Wachowska               | Monika, córka pani Basi                                                      | 6, 10, 21                                     | brak pierwowzoru          |
| Jarosław Boberek                 | Janek, kuzyn prezesa                                                         | 7, 14, 42                                     | Jan Maria Tomaszewski     |
| Łukasz Lewandowski               | Marek, marszałek Sejmu                                                       | 7, 26, 27                                     | Marek Kuchciński          |
| Anna Karczmarczyk                | Malwina, dziewczyna Janka                                                    | 7                                             | Beata Fido                |
| Anna Smołowik                    | Agata, żona prezydenta                                                       | 8, 20, 26 (głos), 28, 38                      | Agata Kornhauser-Duda     |
| Antonia von Romatowski           | Angela z Niemiec                                                             | 8, 31                                         | Angela Merkel             |
| Magdalena Kacprzak               | Krystyna                                                                     | 8, 31, 53                                     | Krystyna Pawłowicz        |
| Tomasz Drabek                    | Manfred, ochroniarz Angeli                                                   | 8                                             | brak pierwowzoru          |
| Tomasz Drabek                    | Goebbels (we śnie prezesa)                                                   | 14                                            | Joseph Goebbels           |
| Agnieszka Pilaszewska            | Beata, wicepremier ds. społecznych, była premier                             | 9, 14, 21, 32, 37                             | Beata Szydło              |
| Waldemar Czyszak                 | Edward, mąż Beaty                                                            | 9, 32                                         | Edward Szydło             |
| Sylwester Maciejewski            | Jan, były minister środowiska                                                | 10, 33                                        | Jan Szyszko               |
| Paweł Tucholski                  | ojciec Tadeusz z Torunia                                                     | 11, 18, 49                                    | Tadeusz Rydzyk            |
| Ewa Konstancja Bułhak            | siostra Beata                                                                | 11                                            | Beata Kempa               |
| Zbigniew Waleryś                 | Krzysztof Penderecki (pan Derecki)                                           | 11                                            | Krzysztof Penderecki      |
| Arkadiusz Janiczek               | szef BOR                                                                     | 11, 26                                        | Tomasz Kędzierski         |
| Roland Nowak                     | Witold, dyplomata, były minister spraw zagranicznych                         | 12, 18, 33                                    | Witold Waszczykowski      |
| Agata Wątróbska                  | Małgorzata z komisji ds. Amber Gold, prawniczka                              | 12, 44                                        | Małgorzata Wassermann     |
| Tomasz Sapryk                    | Grzegorz z Platformy                                                         | 13, 22, 28, 34, 37, 40                        | Grzegorz Schetyna         |
| Lesław Żurek                     | Rysiek z Nowoczesnej                                                         | 13, 22, 28, 32, 34, 43                        | Ryszard Petru             |
| Bartłomiej Magdziarz             | Władysław z PSL                                                              | 13, 20, 51                                    | Władysław Kosiniak-Kamysz |
| Wojciech Mecwaldowski            | Paweł                                                                        | 13, 20, 53                                    | Paweł Kukiz               |
| Jan Aleksandrowicz               | Scyzoryk                                                                     | 13                                            | Liroy                     |
| Paulina Holtz                    | Aśka, dziewczyna Ryśka                                                       | 13                                            | Joanna Schmidt            |
| Tomasz Budyta                    | Rysio (nie mylić z Ryszardem)                                                | 14, 31                                        | Ryszard Czarnecki         |
| Przemysław Borkowski             | Piłsudski (we śnie prezesa)                                                  | 14                                            | Józef Piłsudski           |
| Przemysław Borkowski             | odtwórca roli Piłsudskiego                                                   | 50                                            | brak pierwowzoru          |
| Rafał Zbieć                      | kosmonauta (we śnie prezesa)                                                 | 14                                            | Mirosław Hermaszewski     |
| Rafał Zbieć                      | Napoleon (we śnie prezesa)                                                   | 14                                            | Napoleon Bonaparte        |
| Rafał Zbieć                      | odtwórca roli Mieszka I                                                      | 50                                            | brak pierwowzoru          |
| Ryszard Kluge                    | Wiesiek (we śnie prezesa)                                                    | 14                                            | Władysław Gomułka         |
| Oskar Hamerski                   | Sławomir z IPN                                                               | 15, 16                                        | Sławomir Cenckiewicz      |
| Marek Kalita                     | Mariusz, koordynator służb                                                   | 15, 16                                        | Mariusz Kamiński          |
| Wojciech Zieliński               | szef sztabu                                                                  | 15, 16                                        | Leszek Surawski           |
| John Weisgerber                  | Donald, prezydent USA                                                        | 16                                            | Donald Trump              |
| Jerzy Bończak                    | prokurator z czasów stanu wojennego                                          | 17                                            | Stanisław Piotrowicz      |
| Krzysztof Czeczot                | Zbigniew, minister sprawiedliwości                                           | 17                                            | Zbigniew Ziobro           |
| Andrzej Seweryn                  | Jarosław, wicepremier, minister szkolnictwa wyższego                         | 17                                            | Jarosław Gowin            |
| Andrzej Andrzejewski             | słynny detektyw                                                              | 18                                            | Krzysztof Rutkowski       |
| Tymoteusz Tryzno                 | „Prosiaczek”                                                                 | 18                                            | Edmund Janniger           |
| Jacek Łuczak                     | Jerzy, publicysta                                                            | 19                                            | Jerzy Targalski           |
| Małgorzata Kocik                 | Małgorzata, były szef Kancelarii Prezydenta                                  | 20                                            | Małgorzata Sadurska       |
| Maciej Wyczański                 | Borys z Platformy                                                            | 22, 28                                        | Borys Budka               |
| Joanna Jeżewska                  | pani Magda, dziennikarka radiowa                                             | 22, 30                                        | Magdalena Jethon          |
| Joanna Jeżewska                  | Hanna, prezydent Warszawy                                                    | 30                                            | Hanna Gronkiewicz-Waltz   |
| Anna Próchniak                   | Kamila z Nowoczesnej                                                         | 22, 28, 34, 43                                | Kamila Gasiuk-Pihowicz    |
| Michał Floriańczyk               | Adrian, drwal z Partii Razem                                                 | 22, 34                                        | Adrian Zandberg           |
| Rafał Szałajko                   | redaktor radiowy                                                             | 22                                            | Robert Mazurek            |
| Sławomir Orzechowski             | Joachim (Jo-Jo)                                                              | 23                                            | Joachim Brudziński        |
| Cezary Żak                       | zwierzchnik policji                                                          | 23                                            | Jarosław Zieliński        |
| Grzegorz Małecki                 | Dominik                                                                      | 24                                            | Dominik Tarczyński        |
| Wiktor Zborowski                 | Ryszard (nie mylić z Rysiem)                                                 | 24                                            | Ryszard Terlecki          |
| Agnieszka Suchora                | dziennikarka telewizyjna                                                     | 24                                            | Katarzyna Gójska-Hejke    |
| Marian Opania                    | Kornel, ojciec Mateusza                                                      | 25, 35                                        | Kornel Morawiecki         |
| Marcin Hycnar                    | Michał z Platformy                                                           | 25                                            | Michał Szczerba           |
| Piotr Miazga                     | Krzysztof, doradca prezydenta                                                | 26–28                                         | Krzysztof Łapiński        |
| Zbigniew Suszyński               | Stanisław, marszałek Senatu                                                  | 26, 27                                        | Stanisław Karczewski      |
| Artur Barciś                     | Konstanty, były minister zdrowia                                             | 27, 33                                        | Konstanty Radziwiłł       |
| Ewa Dałkowska                    | pani Zofia                                                                   | 27                                            | Zofia Romaszewska         |
| Joachim Lamża                    | arcybiskup Kazimierz                                                         | 28, 49                                        | Kazimierz Nycz            |
| Małgorzata Niemirska             | sprzątaczka z Ząbek                                                          | 28                                            | brak pierwowzoru          |
| Olena Leonenko                   | sprzątaczka Ludmiła z Doniecka                                               | 28                                            | brak pierwowzoru          |
| Marek Bukowski                   | Piotr, minister kultury, wicepremier                                         | 29                                            | Piotr Gliński             |
| Aldona Jankowska                 | Jadwiga, siostra pani Basi                                                   | 30, 38                                        | brak pierwowzoru          |
| Małgorzata Ostrowska-Królikowska | Danka, prezenterka Wiadomości                                                | 31, 50, 52                                    | Danuta Holecka            |
| Robert Mazurkiewicz              | Jean-Claude, przewodniczący KE                                               | 31                                            | Jean-Claude Juncker       |
| Krzysztof Dracz                  | Jan Maria, niedoszły premier z Krakowa, założyciel Fundacji Powrót           | 33                                            | Jan Rokita                |
| Jolanta Fraszyńska               | Nelly, żona Jana Marii, założycielka Fundacji Powrót                         | 33                                            | Nelli Rokita              |
| Tomasz Kot                       | Roman, prawnik, były członek Ligi Polskich Rodzin, pacjent Fundacji Powrót   | 33                                            | Roman Giertych            |
| Agnieszka Sztuk                  | Elżbieta, pacjentka Fundacji Powrót                                          | 33                                            | Elżbieta Jakubiak         |
| Maciej Konopiński                | Janusz z Biłgoraja, były członek Platformy, pacjent Fundacji Powrót          | 33                                            | Janusz Palikot            |
| Tadeusz Chudecki                 | Bronisław, były prezydent, pacjent Fundacji Powrót                           | 33, 39                                        | Bronisław Komorowski      |
| Marek Siudym                     | Leszek z SLD                                                                 | 34                                            | Leszek Miller             |
| Jowita Budnik                    | Katarzyna z Nowoczesnej                                                      | 34, 43                                        | Katarzyna Lubnauer        |
| Magdalena Schejbal               | Joanna z Nowoczesnej                                                         | 34, 43                                        | Joanna Scheuring-Wielgus  |
| Joanna Kupińska                  | Barbara                                                                      | 34                                            | Barbara Nowacka           |
| Bogdan Banaszek                  | Włodek w żółtym swetrze                                                      | 34                                            | Włodzimierz Czarzasty     |
| Hanna Śleszyńska                 | pani ambasador Izraela                                                       | 35                                            | Anna Azari                |
| Mariusz Kiljan                   | Maciej, prezes Polskiej Fundacji Narodowej                                   | 35, 41                                        | Maciej Świrski            |
| Dariusz Wiktorowicz              | Jacek, minister spraw zagranicznych                                          | 36                                            | Jacek Czaputowicz         |
| Katarzyna Gniewkowska            | Jadwiga, socjolog                                                            | 36                                            | Jadwiga Staniszkis        |
| Edyta Łukaszewska                | Julia, prezes Trybunału Konstytucyjnego                                      | 36                                            | Julia Przyłębska          |
| Jerzy Łazewski                   | Viktor, premier Węgier                                                       | 36                                            | Viktor Orbán              |
| Robert Wabich                    | Piotr, przewodniczący „Solidarności”                                         | 37, 47                                        | Piotr Duda                |
| Mirosław Kropielnicki            | Sławek                                                                       | 37, 40                                        | Sławomir Neumann          |
| Piotr Bąk                        | Adaś                                                                         | 37, 40                                        | Adam Szejnfeld            |
| Krzysztof Wieszczek              | Robert, piłkarz                                                              | 38                                            | Robert Lewandowski        |
| Agnieszka Więdłocha              | Ania, żona Roberta                                                           | 38                                            | Anna Lewandowska          |
| Piotr Polk                       | Adam, trener reprezentacji Polski w piłce nożnej                             | 38                                            | Adam Nawałka              |
| Mariusz Bąkowski                 | Kamil (Turbo), piłkarz                                                       | 38                                            | Kamil Grosicki            |
| Robert Kudelski                  | Michał, dziennikarz                                                          | 39                                            | Michał Karnowski          |
| Robert Kudelski                  | Jacek, dziennikarz                                                           | 39                                            | Jacek Karnowski           |
| Szymon Kuśmider                  | Marek, były członek komisji ds. Amber Gold, znajomy Katarzyny Wielkiej       | 39                                            | Marek Suski               |
| Andrzej Grabarczyk               | Aleksander, były prezydent                                                   | 39                                            | Aleksander Kwaśniewski    |
| Maciej Kujawski                  | Lech, noblista, były prezydent, legenda „Solidarności”                       | 39, 47                                        | Lech Wałęsa               |
| Waldemar Barwiński               | Robert, prezydent Słupska                                                    | 39                                            | Robert Biedroń            |
| Mariusz Drężek                   | pełnomocnik żydowskich właścicieli terenu                                    | 40                                            | Jacek Wojciechowicz       |
| Sebastian Dudała                 | Patryk, wiceminister sprawiedliwości, kandydat na prezydenta Warszawy        | 40                                            | Patryk Jaki               |
| Edward Janaszek                  | Janusz, kandydat na prezydenta Warszawy                                      | 40                                            | Janusz Korwin-Mikke       |
| Otar Saralidze                   | pan Sebastian, kandydat do roli prezesa                                      | 41                                            | brak pierwowzoru          |
| Tomasz Oświeciński               | pan Grzegorz, kandydat do roli prezesa                                       | 41                                            | brak pierwowzoru          |
| Cezary Trybański                 | pan Czarek, kandydat do roli prezesa                                         | 41                                            | Cezary Trybański          |
| Michał Sobolewski                | kandydat do roli prezesa                                                     | 41                                            | brak pierwowzoru          |
| Robert Łukasiewicz               | kandydat do roli prezesa                                                     | 41                                            | brak pierwowzoru          |
| Zuzanna Milewska                 | kandydatka do obsady filmu Tytan                                             | 41                                            | brak pierwowzoru          |
| Julia Milewska                   | kandydatka do obsady filmu Tytan                                             | 41                                            | brak pierwowzoru          |
| Michał Żebrowski                 | kandydat do roli prezesa, który zwyciężył casting                            | 41, 42                                        | brak pierwowzoru          |
| Milena Suszyńska                 | piękna dziewczyna w filmie „Tytan”                                           | 42                                            | brak pierwowzoru          |
| Ewa Szykulska                    | uczestniczka protestu w sejmie                                               | 43                                            | Iwona Hartwich            |
| Łukasz Szymanek                  | Kuba, uczestnik protestu w sejmie                                            | 43                                            | Jakub Hartwich            |
| Ewa Kolasińska                   | Elżbieta, minister rodziny, pracy i polityki społecznej                      | 43                                            | Elżbieta Rafalska         |
| Anna Korcz                       | pani paskowa, autorka pasków w TVP Info                                      | 43                                            | Jolanta Mokrzyńska        |
| Justyna Kacprzycka               | Marta, bratanica prezesa                                                     | 44                                            | Marta Kaczyńska           |
| Grzegorz Halama                  | Stanisław, poseł                                                             | 46                                            | Stanisław Pięta           |
| Tomasz Bielawiec                 | Kaz, były premier Kazimierz, były mąż Isabel                                 | 46                                            | Kazimierz Marcinkiewicz   |
| Ilona Chojnowska                 | Isabel, pisarka, była żona premiera Kazimierza                               | 46                                            | Isabel Marcinkiewicz      |
| Dariusz Dłużewski                | Krzysztof, legenda „Solidarności”                                            | 47                                            | Krzysztof Wyszkowski      |
| Michał Majnicz                   | Władek, ten co się kładł na Krakowskim Przedmieściu, legenda „Solidarności”  | 47                                            | Władysław Frasyniuk       |
| Lech Dyblik                      | Andrzej, legenda „Solidarności”                                              | 47                                            | Andrzej Gwiazda           |
| Jerzy Łapiński                   | arcybiskup Sławoj z Trójmiasta                                               | 49                                            | Sławoj Leszek Głódź       |
| Andrzej Chudy                    | biskup Tadeusz z Krakowa                                                     | 49                                            | Tadeusz Pieronek          |
|                                  | Jacek z Białegostoku, były ksiądz, przedstawiciel Młodzieży Wszechpolskiej   | 49                                            | Jacek Międlar             |
| Weronika Książkiewicz            | pani Magda, publicystka, była kandydatka SLD na prezydenta                   | 50                                            | Magdalena Ogórek          |
|                                  | Zenek od disco polo                                                          | 50                                            | Zenon Martyniuk           |
|                                  | Piotrek, skoczek narciarski                                                  | 50                                            | Piotr Żyła                |
|                                  | żona Jacka, prezesa telewizji                                                | 50                                            | Joanna Klimek             |
| Mieczysław Morański              | Mareczek ze stowarzyszenia Pawła                                             | 53                                            | Marek Jakubiak            |
| Robert Talarczyk                 | Erwin z Radzionkowa                                                          | 57                                            | brak pierwowzoru          |
| Dariusz Chojnacki                | Alojz z Chebzia                                                              | 57                                            | brak pierwowzoru          |
| Romana Filipowska                | Protestująca aktorka w gabinecie Prezesa                                     | 57                                            | brak pierwowzoru          |
| Martyna Kowalik                  | Protestująca aktorka w gabinecie Prezesa                                     | 57                                            | brak pierwowzoru          |

## Odcinki
Początkowo zaplanowano produkcję czterech odcinków. Kontynuacja serialu była uzależniona od oglądalności i odbioru przez publiczność oraz uzyskania finansowania. Po emisji czwartego odcinka ogłoszono, że twórcy znaleźli potrzebne środki finansowe, w związku z czym rozpoczęta została produkcja kolejnych odcinków. Jednocześnie trwały negocjacje z wydawcami kilku portali, które mogłyby przejąć emisję serialu. Pod koniec stycznia 2017 podano, że od 15 lutego kolejne odcinki serialu będą dostępne w serwisie YouTube, zaś w lutym, że także na wchodzącym na polski rynek portalu z filmami Showmax. Ostatecznie, począwszy od połowy lutego, premierowe odcinki zamieszczane były na platformie Showmax w czwartki (z wyjątkiem pierwszego, który pokazano w środę 15 lutego), a na YouTube w następujące po nich poniedziałki. Showmax zapowiedział także odcinki specjalne, które dostępne były wyłącznie w jego ofercie.
Ostatecznie w pierwszym sezonie zrealizowano 14 odcinków plus dwa dostępne tylko w płatnej dystrybucji (stanowiące odcinek podwójny). 15 września 2017 sezon ten został wydany na dwóch płytach DVD.
Premiera drugiego sezonu miała miejsce 7 września 2017 na platformie Showmax. Również drugi sezon – 12 odcinków i dwa odcinki specjalne – zdecydowano dystrybuować zarówno na Showmaxie, jak i na YouTube (tym razem z tygodniowym opóźnieniem).
21 grudnia 2017 telewizja WP ogłosiła, że podpisała umowę redystrybucyjną z Showmax, wskutek czego otrzymała wyłączne prawa telewizyjne na emisję serialu, która rozpoczęła się z końcem stycznia następnego roku. Stacja pokazywała na swojej antenie wszystkie dotychczasowe odcinki (1. i 2. sezon), łącznie z odcinkami specjalnymi. Wspomniana umowa przewidywała również współpracę przy emisji kolejnych sezonów serialu. W ramach umowy od marca 2018 telewizja WP emitowała na bieżąco nowe odcinki serialu – premiery w serwisie Showmax zaplanowano na czwartki, w telewizji WP w niedziele, a udostępnienie w serwisie YouTube w kolejny czwartek.
Premiera trzeciego sezonu odbyła się w marcu 2018. Seria ta zawiera 14 odcinków, w tym dwa specjalne. Ostateczna premiera odbyła się 15 marca 2018 na platformie ShowMax. Premiera czwartego sezonu odbyła się15 listopada w serwisie Showmax i 18 listopada w telewizji WP. Liczący 14 odcinków, w odróżnieniu od poprzednich, nie został zaplanowany do emisji w serwisie YouTube. Według Roberta Górskiego, ten sezon będzie najprawdopodobniej ostatnim. 31 stycznia 2019 serwis Showmax, na którym serial był emitowany, zakończył swoją działalność w Polsce. Prace nad czwartym sezonem serialu zakończyły się 18 stycznia 2019 roku. 1 lutego 2019 roku twórcy serialu w serwisie społecznościowym Facebook poinformowali, że odcinki będą dostępne w serwisie YouTube do 17 lutego 2019 roku. 16 września 2019 roku telewizja Comedy Central rozpoczęła nadawanie serialu powtarzając cztery dotychczasowe sezony. W tym samym czasie YouTube zaczął umieszczać krótkie wycinki z serialu promujące emisję telewizyjną. Natomiast jesienią 2019 roku wszystkie odcinki serialu zostały również udostępnione w serwisie internetowym ipla w usłudze VOD oraz wydane w formie limitowanej kolekcji składającej się z ośmiu płyt DVD.
31 grudnia 2019 o godzinie 21:00 kanał Comedy Central i portal Interia.pl nadały premierowo specjalny odcinek pt. Orędzie noworoczne Prezesa. Później nagranie pojawiło się w serwisie YouTube, na którym już 26 grudnia tego samego roku udostępniono ponaddwuminutowy film z przygotowań Prezesa do orędzia.

### Lista
| Sezon             | Odc.    | Tytuł odcinka                                   | Premiera                                                                                                   | Długość |
| ----------------- | ------- | ----------------------------------------------- | --- | ------- |
| 1                 | 1 (1)   | Nowy gabinet                                    | 9 stycznia 2017 (YouTube) 15 lutego 2017 (Showmax) 21 stycznia 2018 (WP) 16 września 2019 (Comedy Central) | 9:12    |
| 1                 | 2 (2)   | Zarządzanie przez kryzys                        | 9 stycznia 2017 (YouTube) 15 lutego 2017 (Showmax) 21 stycznia 2018 (WP)                                   | 12:09   |
| 1                 | 3 (3)   | Coś wisi w powietrzu                            | 16 stycznia 2017 (YouTube) 15 lutego 2017 (Showmax) 22 stycznia 2018 (WP)                                  | 11:45   |
| 1                 | 4 (4)   | Na czym stoimy?                                 | 23 stycznia 2017 (YouTube) 15 lutego 2017 (Showmax) 22 stycznia 2018 (WP)                                  | 17:07   |
| 1                 | 5 (5)   | Odwracanie kota                                 | 15 lutego 2017 (Showmax) 20 lutego 2017 (YouTube) 28 stycznia 2018 (WP)                                    | 13:07   |
| 1                 | 6 (6)   | Żeby było, jak było                             | 23 lutego 2017 (Showmax) 27 lutego 2017 (YouTube) 28 stycznia 2018 (WP)                                    | 15:36   |
| 1                 | 7 (7)   | Siemandero!                                     | 2 marca 2017 (Showmax) 6 marca 2017 (YouTube) 29 stycznia 2018 (WP)                                        | 12:21   |
| 1                 | 8 (8)   | A kiedy w drzwi załomocą                        | 9 marca 2017 (Showmax) 13 marca 2017 (YouTube) 29 stycznia 2018 (WP)                                       | 14:19   |
| 1                 | 9 (9)   | Próba ognia                                     | 16 marca 2017 (Showmax) 20 marca 2017 (YouTube) 4 lutego 2018 (WP)                                         | 15:31   |
| 1                 | 10 (10) | Ludzkie pany                                    | 23 marca 2017 (Showmax) 27 marca 2017 (YouTube) 4 lutego 2018 (WP)                                         | 11:43   |
| 1                 | 11 (11) | Po kolędzie                                     | 30 marca 2017 (Showmax) 3 kwietnia 2017 (YouTube) 5 lutego 2018 (WP)                                       | 15:39   |
| 1                 | 12 (12) | 27:1                                            | 6 kwietnia 2017 (Showmax) 10 kwietnia 2017 (YouTube) 5 lutego 2018 (WP)                                    | 17:02   |
| 1                 | 13 (13) | Histeria totalnej opozycji                      | 20 kwietnia 2017 (Showmax) 24 kwietnia 2017 (YouTube)                                                      | 14:31   |
| 1                 | 14 (14) | Cały naród świętuje                             | 27 kwietnia 2017 (Showmax) 1 maja 2017 (YouTube)                                                           | 19:25   |
| 1                 | 15 (15) | Operacja Celofan                                | 11 maja 2017 (Showmax) 15 września 2017 (DVD)                                                              | 16:42   |
| 1                 | 16 (16) | Dobry Donald                                    | 18 maja 2017 (Showmax) 15 września 2017 (DVD)                                                              | 16:39   |
| 2                 | 17 (1)  | Twarze, maski, mordy                            | 7 września 2017 (Showmax) 14 września 2017 (YouTube)                                                       | 20:09   |
| 2                 | 18 (2)  | Bez żadnego trybu                               | 14 września 2017 (Showmax) 21 września 2017 (YouTube)                                                      | 15:44   |
| 2                 | 19 (3)  | Co tam, panie, na pasku?                        | 21 września 2017 (Showmax) 28 września 2017 (YouTube)                                                      | 15:48   |
| 2                 | 20 (4)  | Weto i odwet                                    | 28 września 2017 (Showmax) 5 października 2017 (YouTube)                                                   | 13:56   |
| 2                 | 21 (5)  | Na arabskim dywaniku                            | 5 października 2017 (Showmax) 12 października 2017 (YouTube)                                               | 14:05   |
| 2                 | 22 (6)  | Gdzie jest lider?                               | 12 października 2017 (Showmax) 19 października 2017 (YouTube)                                              | 16:55   |
| 2                 | 23 (7)  | Nawałnica roboty                                | 19 października 2017 (Showmax) 26 października 2017 (YouTube)                                              | 18:43   |
| 2                 | 24 (8)  | Pełzająca dyktatura                             | 26 października 2017 (Showmax) 9 listopada 2017 (YouTube)                                                  | 14:07   |
| 2                 | 25 (9)  | Gniazdo bocianie                                | 9 listopada 2017 (Showmax) 16 listopada 2017 (YouTube)                                                     | 18:20   |
| 2                 | 26 (10) | Kto kogo?                                       | 16 listopada 2017 (Showmax) 23 listopada 2017 (YouTube)                                                    | 15:57   |
| 2                 | 27 (11) | Kilof czy stetoskop?                            | 23 listopada 2017 (Showmax) 30 listopada 2017 (YouTube)                                                    | 14:38   |
| 2                 | 28 (12) | Kochajmy się                                    | 30 listopada 2017 (Showmax) 7 grudnia 2017 (YouTube)                                                       | 18:33   |
| 2                 | 29 (13) | Jaromir K.                                      | 21 grudnia 2017 (Showmax)                                                                                  | 15:09   |
| 2                 | 30 (14) | Czemu im nie spada?                             | 28 grudnia 2017 (Showmax)                                                                                  | 19:00   |
| 3                 | 31 (1)  | Zęby krokodyla                                  | 15 marca 2018 (Showmax) 18 marca 2018 (WP) 22 marca 2018 (YouTube)                                         | 13:20   |
| 3                 | 32 (2)  | Przy rosole                                     | 22 marca 2018 (Showmax) 25 marca 2018 (WP) 29 marca 2018 (YouTube)                                         | 15:32   |
| 3                 | 33 (3)  | Jak żyć (bez polityki)?                         | 29 marca 2018 (Showmax) 1 kwietnia 2018 (WP) 5 kwietnia 2018 (YouTube)                                     | 19:18   |
| 3                 | 34 (4)  | IV RP / II PRL                                  | 5 kwietnia 2018 (Showmax) 8 kwietnia 2018 (WP) 12 kwietnia 2018 (YouTube)                                  | 14:36   |
| 3                 | 35 (5)  | Rysy na wizerunku                               | 12 kwietnia 2018 (Showmax) 15 kwietnia 2018 (WP) 19 kwietnia 2018 (YouTube)                                | 14:40   |
| 3                 | 36 (6)  | Węgierska ruletka                               | 19 kwietnia 2018 (Showmax) 22 kwietnia 2018 (WP) 26 kwietnia 2018 (YouTube)                                | 17:47   |
| 3                 | 37 (7)  | Należało nam się                                | 26 kwietnia 2018 (Showmax) 29 kwietnia 2018 (WP) 3 maja 2018 (YouTube)                                     | 12:15   |
| 3                 | 38 (8)  | Ogrzej mnie                                     | 3 maja 2018 (Showmax) 6 maja 2018 (WP) 10 maja 2018 (YouTube)                                              | 14:04   |
| 3                 | 39 (9)  | Wszyscy, tylko nie on                           | 10 maja 2018 (Showmax) 13 maja 2018 (WP) 17 maja 2018 (YouTube)                                            | 15:46   |
| 3                 | 40 (10) | Na Warszawę                                     | 17 maja 2018 (Showmax) 20 maja 2018 (WP) 24 maja 2018 (YouTube)                                            | 15:38   |
| 3                 | 41 (11) | Kadry                                           | 24 maja 2018 (Showmax) 27 maja 2018 (WP) 31 maja 2018 (YouTube)                                            | 13:12   |
| 3                 | 42 (12) | Tytan                                           | 31 maja 2018 (Showmax) 3 czerwca 2018 (WP) 7 czerwca 2018 (YouTube)                                        | 11:57   |
| 3                 | 43 (13) | Stop barierom!                                  | 14 czerwca 2018 (Showmax) 17 czerwca 2018 (WP)                                                             | 13:00   |
| 3                 | 44 (14) | Polska na kolanach                              | 21 czerwca 2018 (Showmax) 24 czerwca 2018 (WP)                                                             | 17:00   |
| 4                 | 45 (1)  | Bal manekinów                                   | 15 listopada 2018 (Showmax) 18 listopada 2018 (WP) 31 października 2022 (YouTube)                          | 13:19   |
| 4                 | 46 (2)  | Przestroga                                      | 22 listopada 2018 (Showmax) 25 listopada (WP) 31 października 2022 (YouTube)                               | 14:15   |
| 4                 | 47 (3)  | Żywe legendy                                    | 29 listopada 2018 (Showmax) 2 grudnia 2018 (WP) 31 października 2022 (YouTube)                             | 14:50   |
| 4                 | 48 (4)  | Jarosław i Metody                               | 6 grudnia 2018 (Showmax) 9 grudnia 2018 (WP) 31 października 2022 (YouTube)                                | 11:36   |
| 4                 | 49 (5)  | Cicha taca                                      | 13 grudnia 2018 (Showmax) 16 grudnia 2018 (WP) 31 października 2022 (YouTube)                              | 13:36   |
| 4                 | 50 (6)  | Nowa ramówka                                    | 20 grudnia 2018 (Showmax) 26 grudnia 2018 (WP) 31 października 2022 (YouTube)                              | 13:52   |
| 4                 | 51 (7)  | Podorywki                                       | 27 grudnia 2018 (Showmax) 30 grudnia 2018 (WP) 31 października 2022 (YouTube)                              | 13:56   |
| 4                 | 52 (8)  | Odgrzewane ośmiornice                           | 3 stycznia 2019 (Showmax) 6 stycznia 2019 (WP) 31 października 2022 (YouTube)                              | 12:25   |
| 4                 | 53 (9)  | Szklany sufit                                   | 10 stycznia 2019 (Showmax) 13 stycznia 2019 (WP) 31 października 2022 (YouTube)                            | 12:32   |
| 4                 | 54 (10) | W mieście niechęci                              | 17 stycznia 2019 (Showmax) 20 stycznia 2019 (WP) 31 października 2022 (YouTube)                            | 13:11   |
| 4                 | 55 (11) | Populacja czarnej owcy                          | 27 stycznia 2019 (Showmax) 27 stycznia 2019 (WP) 31 października 2022 (YouTube)                            | 13:51   |
| 4                 | 56 (12) | Partia inna niż wszystkie                       | 28 stycznia 2019 (Showmax) 3 lutego 2019 (WP) 31 października 2022 (YouTube)                               | 14:34   |
| 4                 | 57 (13) | Mydło i szumidło                                | 28 stycznia 2019 (Showmax) 10 lutego 2019 (WP)                                                             | 16:16   |
| 4                 | 58 (14) | Ostateczna ostateczność                         | 29 stycznia 2019 (Showmax) 17 lutego 2019 (WP)                                                             | 14:49   |
| Epizody specjalne | 59      | Prezes przygotowuje się do orędzia noworocznego | 26 grudnia 2019 (YouTube)                                                                                  | 2:04    |
| Epizody specjalne | 60      | Orędzie noworoczne Prezesa                      | 31 grudnia 2019 (Comedy Central) 31 grudnia 2019 (Interia.pl) 31 grudnia 2019 (YouTube)                    | 5:22    |

## Odbiór
Na emisję serialu nie zdecydowała się żadna ze stacji telewizyjnych nadających w Polsce, w związku z czym podjęto decyzję o emisji na platformie YouTube. Serial zyskał znaczącą oglądalność i popularność – w ciągu tygodnia pierwszy odcinek miał 4 mln odsłon.
Polityk PiS Adam Bielan poinformował, że wkrótce po premierze dwóch pierwszych odcinków obejrzał je prezes partii Jarosław Kaczyński, który nie miał zastrzeżeń do przedstawionych postaci, w tym do siebie samego. Kaczyński zwrócił jedynie uwagę, że w serialu błędnie pokazano, że jego kot pije mleko, podczas gdy dorosłe koty mleka nie piją. Serial docenili także sportretowani w nim Antoni Macierewicz i Mariusz Błaszczak. W styczniu 2017 media donosiły, że inni politycy PiS chcieli, by w serialu pojawiały się postacie na nich wzorowane. Programu nie oglądał prezydent Andrzej Duda, jednak słyszał o nim i wskazał, że w rzeczywistości to Jarosław Kaczyński przyjeżdża do niego. Do mieszanych uczuć związanych z serialem przyznał się ówczesny prezes TVP, Jacek Kurski. Stwierdził on, że w serialu nie ma pozytywnych bohaterów. Jakoś trzyma się tylko Prezes. Cała reszta to albo osoby niespełna władz umysłowych, albo integralne kanalie. Natomiast słyszę ze wszystkich stron, że jestem tam, mimo wszystko, dosyć sympatycznie pokazany – powiedział. Natomiast Krystyna Pawłowicz ostro skrytykowała sposób przedstawienia jej w serialu. Z kolei Grzegorz Schetyna i Władysław Kosiniak-Kamysz pozytywnie odebrali przedstawienie ich w serialu. Swoją postać docenił również Paweł Kukiz, który jednak zwrócił uwagę, że nie jest tak wulgarny jak jego serialowy odpowiednik. Krytycznie o swojej postaci w serialu wypowiedział się Borys Budka, któremu nie spodobało się, że w serialu romansuje on z Kamilą Gasiuk-Pihowicz, zaś posłanka Nowoczesnej z dystansem odniosła się do swojej postaci. Także Joanna Scheuring-Wielgus entuzjastycznie podeszła do swojej obecności w serialu, dziękując Magdalenie Schejbal za to, że wcieliła się w jej postać, a także zapraszając aktorkę na kawę i zapowiadając wysłanie pierników toruńskich. Swoją obecność w serialu skomentował także Janusz Korwin-Mikke, który docenił grę aktorską jego odpowiednika w serialu, jednak skrytykował przedstawienie jego postaci, jak i to, że polityk rzekomo pije piwo.
Po emisji dwóch pierwszych odcinków i pozytywnej opinii Jarosława Kaczyńskiego o serialu Robert Górski poinformował, że emisją serialu zainteresowana była TVP, ostatecznie do współpracy z tą stacją nie doszło. W końcu stycznia 2017 producenci zdementowali informacje o tym, jakoby przygotowywali dla TVP produkcję serialu komediowego o opozycji. Górski podkreślił, że odmówił współpracy z TVP, by uniknąć zarzutów o cenzurowanie scenariuszy przez telewizję.
W 2017 hasło Ucho Prezesa było najczęściej wyszukiwanym hasłem w serwisie Google w kategorii „Polskie seriale” oraz trzecim hasłem najszybciej zyskującym na popularności.
W czerwcu 2019 na Uniwersytecie Jagiellońskim została obroniona praca magisterska o serialu pt. „Fenomen »Ucha Prezesa« jako pierwszego serialu quasi telewizyjnego dystrybuowanego w internecie”.

## Ucho Prezesa, czyli Scheda
Serial doczekał się kontynuacji w postaci spektaklu teatralnego Ucho Prezesa, czyli Scheda, wyreżyserowanego przez dotychczasowego reżysera serialu, Tadeusza Śliwę. Premiera sztuki odbyła się 21 grudnia 2018 na deskach Teatru 6. piętro, w spektaklu występują: Robert Górski, Mikołaj Cieślak, Izabela Dąbrowska, Joanna Żółkowska, Cezary Pazura, Janusz Chabior, Lesław Żurek, Paweł Koślik, Krzysztof Dracz, Tomasz Sapryk i Jerzy Bończak.

### Fabuła
W gabinecie Prezesa przy ulicy Nowogrodzkiej panuje jak zwykle spory ruch. Wszystko spowodowane jest chęcią odziedziczenia intratnego stanowiska prezesa partii. Każdy z odwiedzających gabinet jest potencjalnym kandydatem na majątek i funkcję. Wśród nich toczy się tytułowa walka o schedę – są żądni władzy. Prezes podupada na zdrowiu, wybucha panika.

### Obsada[61]
| Aktor                | Postać     |
| -------------------- | ---------- |
| Robert Górski        | Prezes     |
| Cezary Pazura        | Donald     |
| Tomasz Schimscheiner | Donald     |
| Mikołaj Cieślak      | Mariusz    |
| Izabela Dąbrowska    | Pani Basia |
| Paweł Koślik         | Prezydent  |
| Janusz Chabior       | Antoni     |
| Joanna Żółkowska     | Beata      |
| Krzysztof Dracz      | Richard    |
| Jerzy Bończak        | Stanisław  |
| Tomasz Sapryk        | Grzegorz   |
| Lesław Żurek         | Rysiek     |

### Odbiór i recenzje
Na gali premierowej spektaklu pojawili się m.in. Hanna Gronkiewicz-Waltz z mężem, Kazimierz Kaczor, Monika Olejnik, Janusz Gajos, Agnieszka Grochowska, Cezary Pazura z żoną Edytą oraz Joanna Moro.
Jeszcze przed oficjalną premierą sztuki teatralnej bilety zostały wyprzedane już na wszystkie terminy do kwietnia, pozostały jedynie pojedyncze wejściówki. Portal internetowy niezalezna.pl ocenił spektakl w skali punktowej 9 punktów na 10. Autor recenzji napisał m.in., że „nad rolami Cezarego Pazury (..) czy Pawła Koślika (...) można by popracować, ale i tak całość spektaklu jest (...) dwiema godzinami pysznej zabawy''.
Spektakl został zbojkotowany przez władze kilku miast, m.in. Ostródy, Lublina czy Łodzi, które zabroniły jego wystawiana w budynkach należących do miasta.